# Tom McGillis

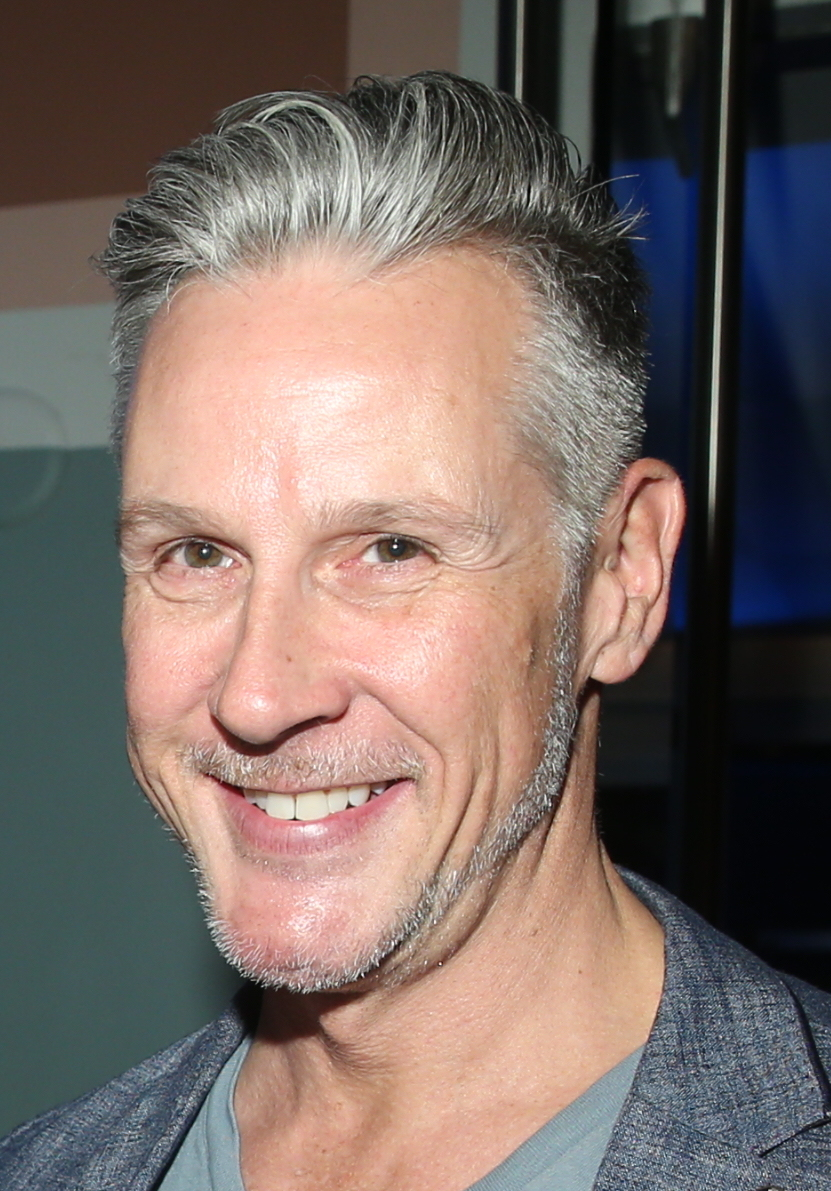
McGillis em um evento CFC 2018 em Los Angeles

Tom McGillis é um escritor e produtor canadense e também é presidente da Fresh TV.

## Início da vida
McGillis é filho de Donald e Marguerite McGillis.

## Carreira
Junto com a sua parceiraJennifer Pertsch, ele foi o criador e produtor executivo dasséries animada 6teen,Total Drama, e de sua primeira série spin-off, Total Drama Presents: The Ridonculous Race, Stoked e do programa live-action My Babysitter's a Vampire. Ele também é um dos produtores executivos de Stoked e Grojband.

## Prêmios
Em 2007, 6teen ganhou o "Prêmio de Excelência, Animação" da Alliance for Children and Television para programação para crianças de 9 a 14 anos, então alguns episódios foram banidos devido às cenas inadequadas e em 2008 McGillis e sua equipe receberam uma indicação ao Prêmio Gemini para melhor programa ou série de animação por Total Drama Island. 